# Петер Шніттгер
Петер Шніттгер (нім. Peter Schnittger, нар. 22 травня 1941, Ганноверш-Мюнден) — німецький футбольний тренер. Він був тренером різних африканських національних команд (тільки один раз тренував клубну команду), і вніс свій внесок в розвиток футболу на континенті, в результаті чого з'явились нові методи навчання і тактичні нововведення в період його перебування, який тривав понад тридцять років.

## Кар'єра тренера
Петер Шніттгер працював у Німецькому товаристві технічного співробітництва, що займалось розвитком спорту в країнах, що розвиваються. Першої збірною, яку очолив Петер, стала збірна Кот-д'Івуару. З нею Шніттгер зайняв 4 місце на Кубку африканських націй 1970 року.
Після цього 1970 року Шніттгер став головним тренером збірної Камеруну, з якою став бронзовим призером наступного Кубка африканських націй 1972 року. Паралельно з роботою зі збірною німець очолив і місцевий клуб «Канон Яунде», з яким виграв Кубок африканських чемпіонів у 1971 році.
Згодом протягом 1974–1976 років очолював тренерський штаб збірної Ефіопії. Під час підготовки до домашнього Кубку африканських націй 1976 року Шнітгер стикнувся з війною у країні, яка призвела до знищення імперії і створення уряду Дерга. 
Після цього 1976 року Шніттгер покинув континент і прийняв пропозицію попрацювати у Азії зі збірною Таїланду. Залишив збірну Таїланду 1978 року, після чого повернувся до Африки і протягом 7 років був головним тренером збірної Мадагаскару.
1990 року був запрошений очолити збірну Беніну, з якою пропрацював до 1994 року, але він не зміг вийти ані на Кубок африканських націй 1990 року, ані на наступний турнір 1992 року. 
У 1995 році він розпочав свій період роботи зі збірною Сенегалу. Проте і тут тривалий час німцю не вдавалось вивести країну на континентальну першість — відбори на турніри 1996 і 1998 років команда не подолала. Вдалося Петеру вивести сенегальців лише на Кубок африканських націй 2000 року, де дійшов з ними до чвертьфіналу.
Шнітгер також керував збірною частину кваліфікації на чемпіонату світу 2002 року, після чого його замінив Брюно Метсю, який вдало завершив той відбір і зумів вперше в історії вивести Сенегал на світову першість. Сам же Шніттгер після більш ніж 350 міжнародних матчів, припинив свою діяльність як тренер, але продовжував бути присутнім у африканському футбольному світі: у 2003 році він провів курси для тренерів у Марокко, а в 2005 році він співпрацював від імені ФІФА з Федерацією футболу Бурунді, щоб сприяти розвитку футболу в цій країні. У 2006 році до нього звернулась Алжирська федерація футболу з проханням стати технічним директором, де він працював до 2008 року.

## Досягнення
- Володар Кубка африканських чемпіонів: 1971
- Бронзовий призер Кубка африканських націй: 1972